# HD 178744
HD 178744，又名BD-00 3662，SAO 143087、HR 7269，是一颗恒星，视星等为6.34，位于銀經34.65，銀緯-4.29，其B1900.0坐标为赤經19h 4m 43s，赤緯-0° -4.29′ 21″。